# Živa Klemenčič
Živa Klemenčič (* 7. Januar 2001 in Kranj) ist eine slowenische Biathletin. Sie nahm an den Olympischen Spielen 2022 und an sieben Juniorenweltmeisterschaften teil.

## Sportliche Laufbahn
Živa Klemenčič betreibt seit 2016 Biathlon. Ihr internationales Debüt im IBU-Junior-Cup gab sie Ende Januar 2017 auf der Pokljuka und nahm im selben Jahr auch an den Jugendweltmeisterschaften teil. In der Folgesaison fuhr sie sofort erste Top-20-Platzierungen ein und verpasste im Sprintrennen bei den Juniorenbewerben der Sommerbiathlonweltmeisterschaften eine Medaille nur knapp. Im Januar 2019 gab die Slowenin in Duszniki-Zdrój ihr Debüt im IBU-Cup und wurde 41. des Sprints. Bestes Ergebnis bei den folgenden Jugendweltmeisterschaften wurde Platz 27 in der Verfolgung sowie Rang 5 mit der Mixedstaffel. Nach ersten Punktgewinnen im IBU-Cup durfte Klemenčič Anfang 2020 in Ruhpolding erstmals eine Weltcupstaffel bestreiten, die sie auf Rang 22 abschloss. Im Anschluss daran startete sie erneut bei der Jugend-WM, wo sie im Staffelrennen an der Seite von Lena Repinc und Kaja Marič eine Medaille erneut knapp verfehlte.
Ihre erste Top-10-Platzierung im IBU-Cup gab es für Klemenčič zu Beginn der Saison 2020/21 am Arber mit der Staffel, am selben Wochenende stellte sie mit Rang 19 auch ihre beste Einzelleistung auf. Kurz darauf gab die Slowenin ihr Debüt bei Europameisterschaften, im März 2021 startete sie daraufhin bei den Weltmeisterschaften in ihrem Heimatland und wurde 55. des Einzels. Die Saison beendete sie im Weltcup in Nové Město na Moravě und Östersund. Im Winter 2021/22 gehörte Klemenčič zunächst zum Weltcupaufgebot, wechselte aber Richtung Saisonmitte wieder in den Juniorcup, wo sie in drei Rennen Top-10-Platzierungen erreichte. Saison- und Karrierehöhepunkt wurde die Nominierung für die Olympischen Winterspiele in Peking, welche sie mit den Rängen 64 und 79 in Einzel und Sprint sowie Rang 20 in der Mixedstaffel beendete. Die Saison schloss die Slowenin beim Weltcupfinale in Oslo ab und stellte mit den Plätzen 52 und 51 neue persönliche Bestleistungen auf.
Diese Ergebnisse unterbot Klemenčič zu Beginn des Winters 2022/23 in Hochfilzen mit den Rängen 49 und 46 in Sprint und Verfolgung, beim Einzel von Ruhpolding verbesserte sie sich noch um einen weiteren Platz zur Spitze. In Hochfilzen bildete sie mit ihrer Cousine Polona, Lena Repinc sowie der Quereinsteigerin Anamarija Lampič die Damenstaffel und beendete das Rennen auf dem achten Rang, was einer slowenischen Frauenstaffel zum letzten Mal im Januar 2010 gelungen war. Bei den Weltmeisterschaften gelangen der Slowenin keine besonderen Resultate, dafür war sie zum siebten Mal bei der Junioren-WM am Start und verpasste in Sprint, Staffel und Mixedstaffel eine Medaille erneut jeweils knapp. Ein Rückfall im läuferischen Bereich führte in der Saison 2023/24 dazu, dass Klemenčič in den Einzelrennen wenige Erfolge zu feiern hatte. Lediglich in der Lenzerheide erreichte sie das Verfolgungsrennen und belegte auch bei den Europameisterschaften Ränge außerhalb der besten 50. Bessere Resultate erzielte sie mit der Frauenstaffel, insgesamt dreimal liefen die Sloweninnen unter die besten Zehn.
Im Winter 2024/25 lief Klemenčič regelmäßig im IBU-Cup und erreichte dort in zwei Sprintrennen die Punkteränge, bei ihren sporadischen Einsätzen im Weltcup verfehlte sie die Punkteränge durchweg deutlich. Trotzdem wurde die Slowenin für die Weltmeisterschaften 2025 nominiert und bestritt an gleicher Stelle das Staffelrennen. Selbiges übernahm sie, nach Lena Repinc, Anamarija Lampič und Polona Klemenčič auf der Schlussposition laufend, überraschend auf Zwischenrang zwei, schoss aber im Stehendanschlag eine Strafrunde und fiel so auf Platz acht zurück.

## Persönliches
Klemenčič lebt in Nemilje und studiert Geisteswissenschaften. Sie hat eine Cousine, Polona ist vier Jahre älter und seit 2018 Teil der Nationalmannschaft.

## Statistiken

### Weltcupplatzierungen
Die Tabelle zeigt alle Platzierungen (je nach Austragungsjahr einschließlich Olympische Spiele und Weltmeisterschaften).
- 1.–3. Platz: Anzahl der Podiumsplatzierungen
- Top 10: Anzahl der Platzierungen unter den ersten zehn (einschließlich Podium)
- Punkteränge: Anzahl der Platzierungen innerhalb der Punkteränge (einschließlich Podium und Top 10)
- Starts: Anzahl gelaufener Rennen in der jeweiligen Disziplin
- Staffel: inklusive Mixed- und Single-Mixed-Staffeln

| Platzierung               | Einzel | Sprint | Verfolgung | Massenstart | Staffel | Gesamt |
| ------------------------- | ------ | ------ | ---------- | ----------- | ------- | ------ |
| 1. Platz                  |        |        |            |             |         |        |
| 2. Platz                  |        |        |            |             |         |        |
| 3. Platz                  |        |        |            |             |         |        |
| Top 10                    |        |        |            |             | 4       | 4      |
| Punkteränge               |        |        |            |             | 15      | 15     |
| Starts                    | 9      | 18     | 3          |             | 15      | 45     |
| Stand: Saisonende 2024/25 |        |        |            |             |         |        |

### Olympische Winterspiele

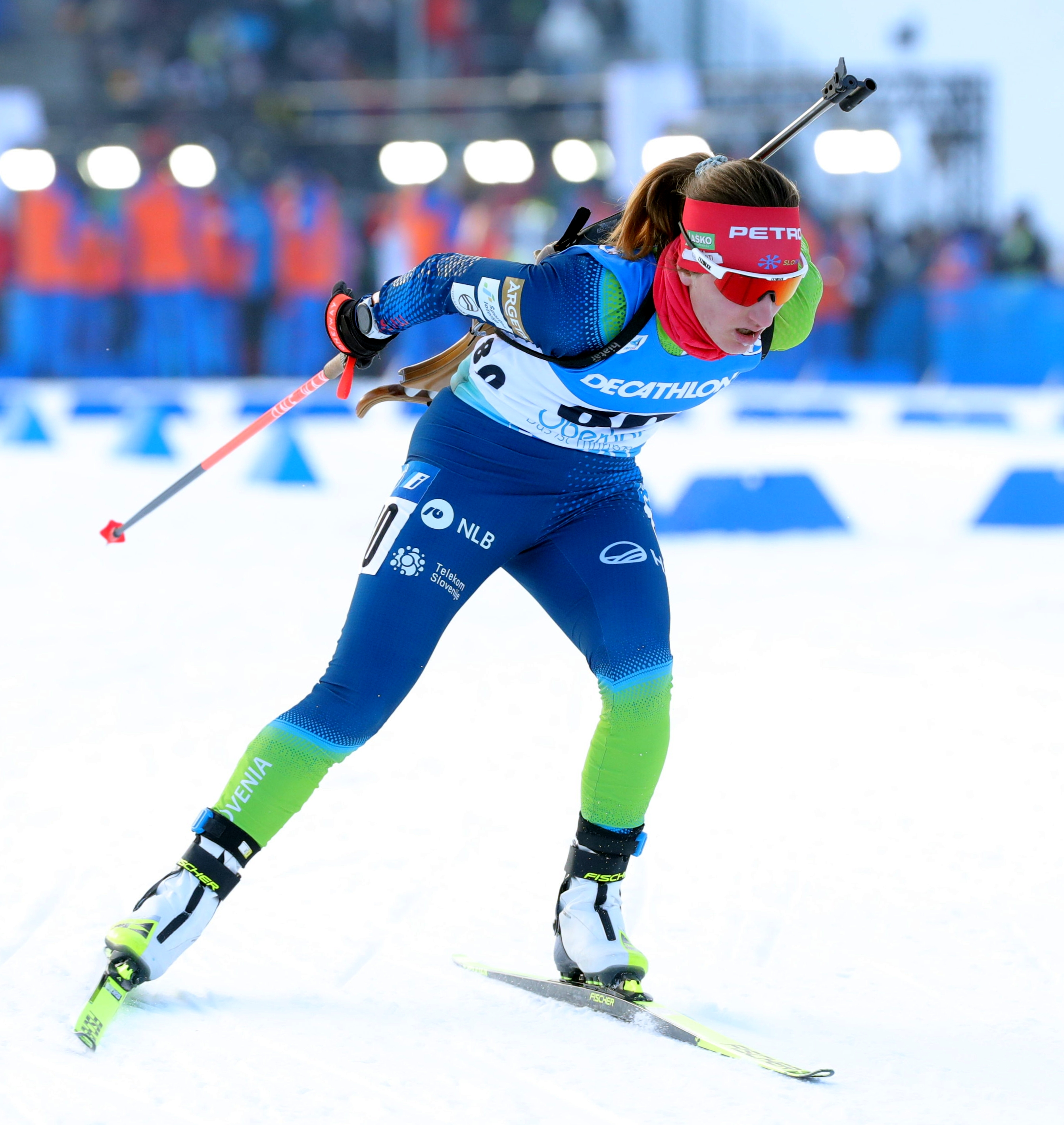
Klemenčič bei den Weltmeisterschaften 2023

Ergebnisse bei Olympischen Winterspielen:
|                                        | Einzelwettbewerbe | Einzelwettbewerbe | Einzelwettbewerbe | Einzelwettbewerbe | Staffelwettbewerbe | Staffelwettbewerbe |
| Einzel                                 | Sprint            | Verfolgung        | Massenstart       | Damenstaffel      | Mixedstaffel       |                    |
| -------------------------------------- | ----------------- | ----------------- | ----------------- | ----------------- | ------------------ | ------------------ |
| Olympische Winterspiele 2022 \| Peking | 64.               | 79.               | –                 | –                 | –                  | 20.                |

### Biathlon-Weltmeisterschaften
Ergebnisse bei den Weltmeisterschaften:
| Weltmeisterschaften | Weltmeisterschaften | Einzelwettbewerbe | Einzelwettbewerbe | Einzelwettbewerbe | Einzelwettbewerbe | Staffelwettbewerbe | Staffelwettbewerbe | Staffelwettbewerbe |
| Jahr                | Ort                 | Einzel            | Sprint            | Verfolgung        | Massenstart       | Damenstaffel       | Mixedstaffel       | S.-M.-Staffel      |
| ------------------- | ------------------- | ----------------- | ----------------- | ----------------- | ----------------- | ------------------ | ------------------ | ------------------ |
| 2021                | Pokljuka            | 55.               | –                 | –                 | –                 | 19.                | 16.                | –                  |
| 2023                | Oberhof             | 83.               | 88.               | –                 | –                 | 12.                | –                  | –                  |
| 2024                | Nové Město          | –                 | –                 | –                 | –                 | 13.                | –                  | –                  |
| 2025                | Lenzerheide         | 79.               | 66.               | –                 | –                 | 8.                 | –                  | –                  |

### Jugend-/Juniorenweltmeisterschaften
Klemenčič nahm bis 2020 an den Jugend-, ab 2021 an den Juniorenwettkämpfen teil.
| Weltmeisterschaften | Weltmeisterschaften | Einzelwettbewerbe | Einzelwettbewerbe | Einzelwettbewerbe | Staffelwettbewerbe | Staffelwettbewerbe |
| Jahr                | Ort                 | Einzel            | Sprint            | Verfolgung        | Damenstaffel       | Mixedstaffel       |
| ------------------- | ------------------- | ----------------- | ----------------- | ----------------- | ------------------ | ------------------ |
| 2017                | Osrblie             | –                 | 29.               | 40.               | –                  | nicht ausgetragen  |
| 2018                | Otepää              | 33.               | 22.               | 18.               | 7.                 | nicht ausgetragen  |
| 2019                | Osrblie             | 27.               | 38.               | 49.               | 5.                 | nicht ausgetragen  |
| 2020                | Lenzerheide         | 22.               | 12.               | 23.               | 4.                 | nicht ausgetragen  |
| 2021                | Obertilliach        | 18.               | 15.               | 19.               | –                  | nicht ausgetragen  |
| 2022                | Soldier Hollow      | 10.               | 10.               | 22.               | –                  | nicht ausgetragen  |
| 2023                | Schtschutschinsk    | 41.               | 5.                | 9.                | 4.                 | 4.                 |